# Węzeł (astronomia)

Węzeł wstępujący

Węzeł – punkt na orbicie obiektu niebieskiego, w którym ciało niebieskie przecina płaszczyznę ekliptyki. Każdy obiekt astronomiczny ma na swojej orbicie dwa węzły.
Węzeł wstępujący – punkt, w którym obiekt przechodzi z mniejszych do większych szerokości ekliptycznych, czyli z południa na północ. Oznaczany symbolem  (Unicode: U+260A, ☊). W średniowieczu nazywany "głową smoka" (łac. caput draconis). Nazwa ta nawiązuje do mitycznego smoka, zamieszkującego węzły orbity Księżyca i "pożerającego" Słońce lub Księżyc w czasie zaćmienia (por. miesiąc smoczy).
Węzeł zstępujący – punkt, w którym obiekt przechodzi z większych do mniejszych szerokości ekliptycznych, czyli z północy na południe. Oznaczany symbolem  (Unicode: U+260B, ☋). W średniowieczu nazywany "ogonem smoka" (łac. cauda draconis).